# Lijst van Belgische ministers van Justitie
Dit is een lijst van ministers van Justitie in de Belgische federale regering. De huidige minister is Annelies Verlinden (CD&V) in de Regering-De Wever.
De minister is verantwoordelijk voor de Federale Overheidsdienst Justitie, een van de vijf eerste ministeries sinds het ontstaan van België in 1830. Sinds de Zesde staatshervorming zijn er enkele bevoegdheden van het federale niveau naar de gemeenschappen gegaan, meer bepaald inzake eerstelijnsbijstand (justitiehuizen), jeugddelinquentierecht, de strafuitvoering en het vervolgingsbeleid van de regio's (bijvoorbeeld inzake milieumisdrijven).. In Vlaanderen kwam er vanaf de regering-Jambon voor de eerste keer een Vlaamse justitieminister bij. In de Franse Gemeenschap is dit nog niet het geval.

## Lijst
| Nr.   | Minister | Minister                                | Partij | Partij            | Begin             | Einde             | Regering(en)                                       |
| ----- | -------- | --------------------------------------- | ------ | ----------------- | ----------------- | ----------------- | -------------------------------------------------- |
| 1     |          | Alexandre Gendebien (1789-1869)         |        | Liberalen         | 26 februari 1831  | 23 maart 1831     | Goblet                                             |
| 2     |          | Antoine Barthélémy (1764-1832)          |        | Liberalen         | 24 maart 1831     | 24 juli 1831      | De Sauvage                                         |
| 3     |          | Jean Raikem (1787-1875)                 |        | Katholieken       | 24 juli 1831      | 20 oktober 1832   | De Mûelenaere                                      |
| 4     |          | Joseph Lebeau (1794-1865)               |        | Liberalen         | 20 oktober 1832   | 4 augustus 1834   | Goblet-Lebeau                                      |
| 5     |          | Antoine Ernst (1796-1841)               |        | Liberalen         | 4 augustus 1834   | 4 februari 1839   | De Theux de Meylandt I                             |
| [ 2 ] |          | Jean-Baptiste Nothomb (1805-1881)       |        | Liberalen         | 4 februari 1839   | 8 juni 1839       | De Theux de Meylandt I                             |
| (3)   |          | Jean Raikem (1787-1875)                 |        | Katholieken       | 8 juni 1839       | 18 april 1840     | De Theux de Meylandt I                             |
| 6     |          | Mathieu Leclercq (1796-1889)            |        | Liberalen         | 18 april 1840     | 13 april 1841     | Lebeau                                             |
| 7     |          | Guillaume Van Volxem (1791-1868)        |        | Liberalen         | 13 april 1841     | 14 december 1842  | De Mûelenaere-Nothomb                              |
| 8     |          | Jean-Baptiste Nothomb (1805-1881)       |        | Liberalen         | 14 december 1842  | 16 april 1843     | De Mûelenaere-Nothomb                              |
| 9     |          | Jules Joseph d'Anethan (1803-1888)      |        | Katholieken       | 16 april 1843     | 12 augustus 1847  | Nothomb, Van de Weyer en De Theux de Meylandt II   |
| 10    |          | François-Philippe de Haussy (1789-1869) |        | Liberale Partij   | 12 augustus 1847  | 12 augustus 1850  | Rogier I                                           |
| 11    |          | Victor Tesch (1812-1892)                |        | Liberale Partij   | 12 augustus 1850  | 31 oktober 1852   | Rogier I                                           |
| 12    |          | Charles Faider (1811-1893)              |        | Liberale Partij   | 31 oktober 1852   | 30 maart 1855     | De Brouckère                                       |
| 13    |          | Alphonse Nothomb (1817-1898)            |        | Katholieken       | 30 maart 1855     | 9 november 1857   | De Decker                                          |
| (11)  |          | Victor Tesch (1812-1892)                |        | Liberale Partij   | 9 november 1857   | 12 november 1865  | Rogier II                                          |
| 14    |          | Jules Bara (1835-1900)                  |        | Liberale Partij   | 12 november 1865  | 2 juli 1870       | Rogier II en Frère-Orban I                         |
| 15    |          | Prosper Cornesse (1829-1889)            |        | Katholieke Partij | 2 julii 1870      | 7 december 1871   | D'Anethan                                          |
| 16    |          | Théophile de Lantsheere (1833-1918)     |        | Katholieke Partij | 7 december 1871   | 19 juni 1878      | De Theux-Malou                                     |
| (14)  |          | Jules Bara (1835-1900)                  |        | Liberale Partij   | 19 juni 1878      | 16 juni 1884      | Frère-Orban II                                     |
| 17    |          | Charles Woeste (1837-1922)              |        | Katholieke Partij | 16 juni 1884      | 26 oktober 1884   | Malou                                              |
| 18    |          | Joseph Devolder (1842-1919)             |        | Katholieke Partij | 26 oktober 1884   | 24 oktober 1887   | Beernaert                                          |
| 19    |          | Jules Le Jeune (1828-1911)              |        | Katholieke Partij | 24 oktober 1887   | 26 maart 1894     | Beernaert                                          |
| 20    |          | Victor Begerem (1853-1934)              |        | Katholieke Partij | 26 maart 1894     | 5 augustus 1899   | De Burlet, De Smet de Naeyer I en Vandenpeereboom  |
| 21    |          | Jules Van den Heuvel (1854-1926)        |        | Katholieke Partij | 5 augustus 1899   | 2 mei 1907        | De Smet de Naeyer II                               |
| 22    |          | Jules Renkin (1862-1934)                |        | Katholieke Partij | 2 mei 1907        | 30 oktober 1908   | De Trooz en Schollaert                             |
| 23    |          | Léon de Lantsheere (1862-1912)          |        | Katholieke Partij | 30 oktober 1908   | 17 juni 1911      | Schollaert                                         |
| 24    |          | Henri Carton de Wiart (1869-1951)       |        | Katholieke Partij | 17 juni 1911      | 21 november 1918  | Broqueville I en II en Cooreman                    |
| 25    |          | Emile Vandervelde (1866-1938)           |        | BWP               | 21 november 1918  | 24 oktober 1921   | Delacroix I en II en Carton de Wiart               |
| [ 2 ] |          | Aloys Van de Vyvere (1871-1961)         |        | Katholieke Unie   | 24 oktober 1921   | 16 december 1921  | Carton de Wiart                                    |
| 26    |          | Fulgence Masson (1854-1942)             |        | Liberale Partij   | 16 december 1921  | 13 mei 1925       | Theunis I, II en III                               |
| 27    |          | Léon Théodor (1853-1934)                |        | Katholieke Unie   | 13 mei 1925       | 17 juni 1925      | Van de Vyvere                                      |
| 28    |          | Paul Tschoffen (1878-1961)              |        | Katholieke Unie   | 17 juni 1925      | 10 december 1925  | Poullet                                            |
| 29    |          | Prosper Poullet (1868-1937)             |        | Katholieke Unie   | 10 december 1925  | 20 mei 1926       | Poullet                                            |
| 30    |          | Paul Hymans (1865-1941)                 |        | Liberale Partij   | 20 mei 1926       | 22 november 1927  | Jaspar I                                           |
| 31    |          | Paul-Emile Janson (1872-1944)           |        | Liberale Partij   | 22 november 1927  | 6 juni 1931       | Jaspar II en III                                   |
| 32    |          | Fernand Cocq (1861-1940)                |        | Liberale Partij   | 6 juni 1931       | 22 oktober 1932   | Renkin I en II                                     |
| (31)  |          | Paul-Emile Janson (1872-1944)           |        | Liberale Partij   | 22 oktober 1932   | 12 juni 1934      | De Broqueville III en IV                           |
| 34    |          | François Bovesse (1890-1944)            |        | Liberale Partij   | 12 juni 1934      | 25 maart 1935     | De Broqueville V en Theunis IV                     |
| 35    |          | Eugène Soudan (1880-1960)               |        | BWP               | 25 maart 1935     | 13 juni 1936      | Van Zeeland I                                      |
| (34)  |          | François Bovesse (1890-1944)            |        | Liberale Partij   | 13 juni 1936      | 14 april 1937     | Van Zeeland II                                     |
| [ 2 ] |          | Hubert Pierlot (1883-1963)              |        | Katholiek Blok    | 14 april 1937     | 20 april 1937     | Van Zeeland II                                     |
| 36    |          | Victor de Laveleye (1894-1945)          |        | Liberale Partij   | 20 april 1937     | 15 juli 1937      | Van Zeeland II                                     |
| 37    |          | Victor Maistriau (1870-1961)            |        | Liberale Partij   | 15 juli 1937      | 24 november 1937  | Van Zeeland II                                     |
| 38    |          | Charles du Bus de Warnaffe (1894-1965)  |        | Katholiek Blok    | 24 november 1937  | 15 mei 1938       | Janson                                             |
| 39    |          | Joseph Pholien (1884-1968)              |        | Katholiek Blok    | 15 mei 1938       | 21 januari 1939   | Spaak I                                            |
| 40    |          | Emile van Dievoet (1886-1967)           |        | Katholiek Blok    | 21 januari 1939   | 22 februari 1939  | Spaak I                                            |
| 41    |          | August de Schryver (1898-1991)          |        | Katholiek Blok    | 22 februari 1939  | 16 april 1939     | Pierlot I                                          |
| (35)  |          | Eugène Soudan (1880-1960)               |        | BWP               | 16 april 1939     | 18 april 1939     | Pierlot II                                         |
| (32)  |          | Paul-Emile Janson (1872-1944)           |        | Liberale Partij   | 18 april 1939     | 3 september 1939  | Pierlot II                                         |
| (35)  |          | Eugène Soudan (1880-1960)               |        | BWP               | 3 september 1939  | 5 januari 1940    | Pierlot III                                        |
| (32)  |          | Paul-Emile Janson (1872-1944)           |        | Liberale Partij   | 5 januari 1940    | 28 augustus 1940  | Pierlot IV                                         |
| 42    |          | Albert de Vleeschauwer (1897-1971)      |        | Katholiek Blok    | 22 november 1940  | 4 maart 1942      | Pierlot V                                          |
| 43    |          | Hubert Pierlot (1883-1963)              |        | Katholiek Blok    | 4 maart 1942      | 12 oktober 1942   | Pierlot V                                          |
| 44    |          | Antoine Delfosse (1895-1980)            |        | Katholiek Blok    | 12 oktober 1942   | 26 september 1944 | Pierlot V                                          |
| 45    |          | Maurice Verbaet (1883-1957)             |        | Katholiek Blok    | 26 september 1944 | 12 februari 1945  | Pierlot VI en VII                                  |
| (38)  |          | Charles du Bus de Warnaffe (1894-1965)  |        | Katholiek Blok    | 12 februari 1945  | 2 augustus 1945   | Van Acker I                                        |
| 46    |          | Marcel Grégoire (1907-1996)             |        | UDB               | 2 augustus 1945   | 13 maart 1946     | Van Acker II                                       |
| 47    |          | Henri Rolin (1891-1973)                 |        | PSB               | 13 maart 1946     | 31 maart 1946     | Spaak II                                           |
| 48    |          | Adolphe Van Glabbeke (1904-1959)        |        | Liberale Partij   | 31 maart 1946     | 3 augustus 1946   | Van Acker III                                      |
| 49    |          | Albert Lilar (1900-1976)                |        | Liberale Partij   | 3 augustus 1946   | 20 maart 1947     | Huysmans                                           |
| 50    |          | Paul Struye (1896-1974)                 |        | PSC               | 20 maart 1947     | 27 november 1948  | Spaak III                                          |
| 51    |          | Henri Moreau de Melen (1902-1992)       |        | PSC               | 27 november 1948  | 11 augustus 1949  | Spaak IV                                           |
| (49)  |          | Albert Lilar (1900-1976)                |        | Liberale Partij   | 11 augustus 1949  | 8 juni 1950       | G. Eyskens I                                       |
| (24)  |          | Henri Carton de Wiart (1869-1951)       |        | PSC               | 8 juni 1950       | 16 augustus 1950  | Duvieusart                                         |
| 52    |          | Ludovic Moyersoen (1904-1992))          |        | CVP               | 16 augustus 1950  | 15 januari 1952   | Pholien                                            |
| (40)  |          | Joseph Pholien (1884-1968)              |        | PSC               | 15 januari 1952   | 3 september 1952  | Van Houtte                                         |
| 53    |          | Léonce Lagae (1894-1964)                |        | CVP               | 3 september 1952  | 5 december 1952   | Van Houtte                                         |
| [ 2 ] |          | Charles Héger (1902-1984)               |        | PSC               | 5 december 1952   | 13 december 1952  | Van Houtte                                         |
| (38)  |          | Charles du Bus de Warnaffe (1894-1965)  |        | PSC               | 13 december 1952  | 23 april 1954     | Van Houtte                                         |
| (49)  |          | Albert Lilar (1900-1976)                |        | Liberale Partij   | 23 april 1954     | 26 juni 1958      | Van Acker IV                                       |
| 54    |          | Pierre Harmel (1911-2009)               |        | PSC               | 26 juni 1958      | 6 november 1958   | G. Eyskens II                                      |
| 55    |          | Laurent Merchiers (1904-1986)           |        | Liberale Partij   | 6 november 1958   | 3 september 1960  | G. Eyskens III                                     |
| (49)  |          | Albert Lilar (1900-1976)                |        | Liberale Partij   | 3 september 1960  | 25 april 1961     | G. Eyskens III                                     |
| 56    |          | Piet Vermeylen (1904-1991)              |        | BSP               | 25 april 1961     | 28 juli 1965      | Lefèvre                                            |
| 57    |          | Pierre Wigny (1905-1986)                |        | PSC               | 28 juli 1965      | 17 juni 1968      | Harmel en Vanden Boeynants I                       |
| 58    |          | Alfons Vranckx (1907-1979)              |        | BSP               | 17 juni 1968      | 26 januari 1973   | G. Eyskens IV en V                                 |
| 59    |          | Herman Vanderpoorten (1922-1984)        |        | PVV               | 26 januari 1973   | 3 juni 1977       | Leburton, Tindemans I, II en III                   |
| 60    |          | Renaat Van Elslande (1916-2000)         |        | CVP               | 3 juni 1977       | 18 mei 1980       | Tindemans IV, Vanden Boeynants II, Martens I en II |
| (59)  |          | Herman Vanderpoorten (1922-1984)        |        | PVV               | 18 mei 1980       | 22 oktober 1980   | Martens III                                        |
| 61    |          | Philippe Moureaux (1939-2018)           |        | PS                | 22 oktober 1980   | 17 december 1981  | Martens IV en M. Eyskens                           |
| 62    |          | Jean Gol (1942-1995)                    |        | PRL               | 17 december 1981  | 9 mei 1988        | Martens V, VI en VII                               |
| S     |          | Georges Mundeleer (1921-2001)           |        | PRL               | 28 november 1985  | 9 mei 1988        | Martens VI en VII                                  |
| 63    |          | Melchior Wathelet Sr. (1949)            |        | PSC               | 9 mei 1988        | 23 juni 1995      | Martens VIII en IX en Dehaene I                    |
| 64    |          | Stefaan De Clerck (1951)                |        | CVP               | 23 juni 1995      | 24 april 1998     | Dehaene II                                         |
| 65    |          | Tony Van Parys (1951)                   |        | CVP               | 24 april 1998     | 12 juli 1999      | Dehaene II                                         |
| 66    |          | Marc Verwilghen (1952)                  |        | VLD               | 12 juli 1999      | 12 juli 2003      | Verhofstadt I                                      |
| 67    |          | Laurette Onkelinx (1958)                |        | PS                | 12 juli 2003      | 21 december 2007  | Verhofstadt II                                     |
| 68    |          | Jo Vandeurzen (1958)                    |        | CD&V              | 21 december 2007  | 30 december 2008  | Verhofstadt III en Leterme I                       |
| (64)  |          | Stefaan De Clerck (1951)                |        | CD&V              | 30 december 2008  | 6 december 2011   | Van Rompuy en Leterme II                           |
| 69    |          | Annemie Turtelboom (1967)               |        | Open Vld          | 6 december 2011   | 25 juli 2014      | Di Rupo                                            |
| 70    |          | Maggie De Block (1962)                  |        | Open Vld          | 25 juli 2014      | 11 oktober 2014   | Di Rupo                                            |
| 71    |          | Koen Geens (1958)                       |        | CD&V              | 11 oktober 2014   | 1 oktober 2020    | Michel I en II en Wilmès I en II                   |
| 72    |          | Vincent Van Quickenborne (1973)         |        | Open Vld          | 1 oktober 2020    | 22 oktober 2023   | De Croo                                            |
| 73    |          | Paul Van Tigchelt (1976)                |        | Open Vld          | 22 oktober 2023   | 3 februari 2025   | De Croo                                            |
| 74    |          | Annelies Verlinden (1978)               |        | CD&V              | 3 februari 2025   | heden             | De Wever                                           |